# 高橋駿一
高橋 駿一（たかはし しゅんいち、1988年8月4日 - ）は、日本の俳優。東京都出身。芸能プロダクション「アニモプロデュース」所属。

## 略歴
大学入学後、ダブルダッチを始める。チーム「Waffle」を結成し出場した2012年、2014年のDouble Dutch Contest Worldで優勝を果たす。アスリートやダンサーなど身体能力に秀でた面々で結成され、演劇と超人的なパフォーマンスを融合させたショーで話題のパフォーマンスチーム「PADMA」のメンバーとしても活動。その活動を機に俳優業にも展開を広げ、高い身体能力と爽やかな容姿で、演劇、CM、モデルと活動の幅を広げている。2016年10月よりアニモプロデュースに所属。2021年12月に一般女性との結婚を公表した。

## 出演

### 舞台
2013年
- GO HOME!!（中目黒キンケロ・シアター） - ドード 役

2014年
- Heal your shoes（4月16日 - 20日、八幡山ワーサルシアター[2][3]） - 阿部 役[4]

2015年
- GENKI Produce vol.11「素晴ラシキ世界の片隅で」（3月17日 - 22日、笹塚ファクトリー、作：まつだ壱岱） - ホウジョウタカシ 役[5]
- ROCK ON- soul music-（7月30日 - 8月2日、TACCS1179、作・演出：村山歩） - 主演[6]
- GENKI Produce vol.12「お祭りGENKI　どうも笹塚」（9月8日 - 13日、笹塚ファクトリー、作・演出：西秋元喜）[7]

2016年
- THE CIRCUS!（よみうり大手町ホール / 大阪サンケイホールブリーゼ / 名古屋アートピアホール、作：三枝玄樹 / 演出：TETSUHARU） - ブルーノ 役
- ROCK ON〜sekond〜 -The Story of Ours-（7月30日 - 8月2日、萬劇場、作・演出：村山歩） - 主演[8]
- L&L企画「コウの花嫁」（10月26日 - 30日、全労済ホール スペース・ゼロ、作：えのもとぐりむ / 演出：私オム）

2017年
- 昭和芸能舎第24回公演「たまべん～玉入れのあと、お弁当の前～」（4月4日 - 9日、赤坂REDシアター、作・演出：羽原大介）
- テイルズ オブ ザ ステージ -最後の預言-（6月2日、横浜アリーナ / 8月30日 - 31日、大阪メルパルクホール / 9月5日 - 6日、中野サンプラザ、作：入江おろば / 演出：TETSUHARU） - ジェイド・カーティス 役
- THE CIRCUS!（9月24日 - 10月15日、東京：よみうり大手町ホール / 10月16日 - 18日、大阪 / 10月20日 - 23日、福岡、作・演出：TETSUHARU） - ブルーノ 役
- 昭和芸能舎第25回公演「昭和芸能舎版パッチギ!」（11月21日 - 26日、赤坂RED/THEATER、作・演出：羽原大介） - リ・アンソン 役
- 池袋ウエストゲートパーク SONG&DANCE（2017年12月23日 - 2018年1月14日、東京芸術劇場 シアターウエスト、作：柴幸男 / 演出：杉原邦生）

2018年
- THE YOUNG LOVE DISCOTHEQUE（2月24日 - 3月2日、品川プリンスホテル クラブeX、プロデュース・演出：屋良朝幸） - ダブルダッチチーム「Waffle」としてゲスト出演
- THE CIRCUS!-episode2Separation-（6月17日 - 7月1日、よみうり大手町ホール、作・演出：TETSUHARU） - ブルーノ 役
- テイルズ オブ ザ ステージ -ローレライの力を継ぐ者- （8月22日 - 26日、Zepp DiverCity / 9月8日・9日、Zepp Namba、作：入江おろぱ / 演出：TETSUHARU） - ジェイド・カーティス 役
- ハイパープロジェクション演劇「ハイキュー!! “最強の場所”」（10月 - 12月、TOKYO DOME CITY HALL ほか） - 白鳥沢学園・山形隼人 役

2019年
- イケメン戦国 THE STAGE 上杉謙信編（2月21日 - 24日、池袋サンシャイン劇場 、脚本・演出：宮城陽亮） - 顕如 役

2020年
- ミュージカル『新テニスの王子様』The First Stage（12月12日 - 12月24日、日本青年館ホール / 12月29日 - 2021年1月10日、大阪メルパルクホール / 2021年2月5日 - 2月14日、日本青年館ホール） - 鈴⽊惷 役

2021年
- ミュージカル 「黒執事」〜寄宿学校の秘密〜（3月5日 - 21日、東京・天王洲 銀河劇場 / 3月25日 - 28日、大阪・メルパルク大阪 / 4月1日 - 4日、大阪・梅田芸術劇場 シアター・ドラマシティ） - ヨハン・アガレス 役[9]
- Live Musical「SHOW BY ROCK!!」 -DO根性北学園編- 夜と黒のReflection（8月19日 - 29日[10]、天王洲 銀河劇場） - クースカ 役[11]

2022年
- 『ヒプノシスマイク -Division Rap Battle-』Rule the Stage -track.5-（1月7日 - 9日、メルパルクホール大阪 / 1月27日 - 2月6日、TOKYO DOME CITY HALL） - 谷ケ崎伊吹 役
- ミュージカル『ジョセフ・アンド・アメージング・テクニカラー・ドリームコート』（4月7日 - 29日、日生劇場 / 5月5日 - 7日、刈谷市総合文化センター アイリス 大ホール / 5月12日 - 16日、オリックス劇場） - アシェル 役[12]
- イケメン戦国THE STAGE ～連合軍VS“戦乱の亡者”雑賀孫一編～（8月18日 - 23日、ヒューリックホール東京） - 顕如 役
- ミュージカル『新テニスの王子様』Revolution Live 2022（10月6日 - 10日、幕張メッセ 幕張イベントホール） - 鈴⽊惷 役[13]

2023年
- イケメン戦国THE STAGE ～帰蝶編～（4月21日 - 24日、渋谷区文化総合センター大和田 伝承ホール） - 顕如 役[14]
- BREAK FREE STARS（10月23日 - 11月5日、IHIステージアラウンド東京） - クガ刑務局長 役[15][16]
- オリジナル・ミュージカル『The Agent』（12月7日 - 24日、よみうりホール / 2024年1月13日・14日、兵庫県立芸術文化センター 阪急中ホール） - リッキー 役[17]

2024年
- 舞台 PSYCHO-PASS サイコパス Virtue and Vice 3（3月15日 - 24日、THEATER MILANO-Za / 3月28日 - 31日、森ノ宮ピロティホール）[18]
- 舞台『サイボーグ009』（5月18日 - 26日、日本青年館ホール） - 002 / ジェット・リンク 役[19]
- イケメン戦国THE STAGE～FINAL～（8月8日 - 12日、シアター1010） - 顕如 役[20]
- Team Unsui 第6回公演『ハイシン』（2024年9月28日、ザ・ポケット） - 日替わりゲスト[21]
- 舞台『ハンドレッドノート〜暗闇に消えた月〜』（2024年10月10日、品川プリンスホテル クラブeX） - 日替わりゲスト[22]
- ミュージカル『神が僕を創る時』（10月18日 - 27日、こくみん共済 coop ホール/スペース・ゼロ） - 林 役[23]

2025年
- 舞台『WIND BREAKER』（1月3日 - 5日、COOL JAPAN PARK OSAKA WWホール / 1月10日 - 19日、シアターH） - 柊登馬 役[24]
- ミュージカル『アメリカン・サイコ』（3月30日 - 4月13日、新国立劇場 中劇場 / 4月19日 - 21日、森ノ宮ピロティホール / 4月26日、J:COM北九州芸術劇場 大ホール / 4月30日、JMSアステールプラザ 大ホール）[25]
- LOVE LOVE de SHOW 2025（6月5日 - 12日、I'M A SHOW）[26]
- 舞台『サイボーグ009 -13番目の追跡者-』（11月14日 - 24日、品川プリンスホテル ステラボール） - 002 / ジェット・リンク 役[27]

2026年
- KRISTオリジナル舞台作品（2月）[28]

### 映画
2021年
- ヒノマルソウル〜舞台裏の英雄たち〜（東宝） - 大橋洋平 役

### ドラマ
2017年
- アイドル×戦士 ミラクルちゅーんず!（テレビ東京、総監督：三池崇史 / 監督：山口義高） - 第9話：ウサさん 役
- TOKYO VAMPIRE HOTEL（Amazonプライム、監督：園子温） - ヴァンパイア（召使い） 役（セミレギュラー）
- CRISIS 公安機動捜査隊特捜班（関西テレビ / フジテレビ、監督：白井啓一郎） - 第6話：真実の光教信者・金井 役
- 炎の転校生（Netflix、監督：李闘士男） - 第1話：ダブルダッチ生徒 役

### CM
- 2015年 グローバルWi-Fi
- 2016年 スミノフ
- 2016年 コカ・コーラ「グラソー スリープウォーター」
- 2018年 コカ・コーラ「ジョージア」 あるある社員図鑑『春のお花見篇』『名刺交換篇』